# Првенство СР Југославије у рагбију
Прва лига СР Југославије у рагбију је било највише рагби такмичење у Савезној Републици Југославији, у организацији Рагби савеза СР Југославије. 
Ово првенство се играло од распада СФРЈ 1992. до 2006.. Од 2003. године, првенство носи назив Прва лига Србије и Црне Горе у рагбију, због промене имена државе у Државну заједницу Србије и Црне Горе. Првенство се играло по правилима Рагби уније.

## Прваци СР Југославије у рагбију
| Сезона   | Првак                           |
| -------- | ------------------------------- |
| 1992/93. | Рагби клуб Партизан             |
| 1993/94. | Рагби клуб Партизан             |
| 1994/95. | Краљевски Београдски Рагби Клуб |
| 1995/96. | Рагби клуб Партизан             |
| 1996/97. | Рагби клуб Партизан             |
| 1997/98. | Рагби клуб Партизан             |
| 1998/99. | Рагби клуб Партизан             |
| 1999/00. | Рагби клуб Победник             |
| 2000/01. | Рагби клуб Победник             |
| 2001/02. | Рагби клуб Партизан             |
| 2002/03. | Рагби клуб Партизан             |
| 2003/04. | Рагби клуб Партизан             |
| 2004/05. | Рагби клуб Партизан             |
| 2005/06. | Рагби клуб Партизан             |

*Напомена: Београдски рагби клуб (БРК) преименован је 1993. године у Краљевски Београдски рагби клуб. Старо име је враћено 2012. године.

## Успешност клубова
| Клуб                            | Првак | Година (првак)                                                                                      |
| ------------------------------- | ----- | --------------------------------------------------------------------------------------------------- |
| Рагби клуб Партизан             | 11    | 1992/93, 1993/94, 1995/96, 1996/97, 1997/98, 1998/99, 2001/02, 2002/03, 2003/04, 20004/05, 2005/06. |
| Рагби клуб Победник             | 2     | 1999/00, 2000/01.                                                                                   |
| Краљевски Београдски рагби клуб | 1     | 1994/95.                                                                                            |